# Хван Кі
Хван Кі (кор. 황기, трансліт. Hwang Ki; 1914—2002) — південнокорейський майстер бойових мистецтв, засновник та великий майстер стилю Чанмуквон-тхеквондо (кор. 창무권 태권도, трансліт. Changmookwan Taekwondo), одного з дев'яти оригінальних кванів (шкіл), що сформували сучасне тхеквондо. Відіграв ключову роль у розвитку корейських бойових мистецтв у перші десятиліття після Другої світової війни.

## Життєпис та кар'єра

### Ранні роки
Хван Кі народився на острові Чеджу. З дитинства вивчав традиційне корейське бойове мистецтво тхеккьон під керівництвом майстра Хан Іль Дона. Під час роботи в Японії (1936—1945) вивчав карате (стиль Сьотокан), дзюдо та китайські бойові мистецтва.

### Заснування Чанмуквону
Після звільнення Кореї у 1945 році Хван Кі оселився у Сеулі. У травні 1946 року заснував школу Хванмуквон (황무관) у районі Йонсан, яку у вересні 1946 року перейменував на Чанмуквон (창무관). Школа швидко стала однією з найвпливовіших у столиці.

### Армійська служба
З 1947 року Хван Кі викладав бойові мистецтва у Південнокорейській армії, спочатку у військовій поліції, потім у Піхотному училищі. Багато його учнів після демобілізації відкривали філії школи по всій країні.

### Розрив з KTA
Чанмуквон був членом-засновником Корейської Асоціації Тхеквондо (KTA), створеної у 1959 році. Однак через суттєві розбіжності з генералом Чхве Хон Хі щодо філософії та техніки тхеквондо, Хван Кі вивів Чанмуквон з KTA у 1960 році.

### Міжнародна діяльність
Хван Кі активно поширював Чанмуквон-тхеквондо за кордоном, особливо у Південно-Східній Азії та США. Автор книги «Історія корейських бойових мистецтв» (кор. 한국무도역사, 1978).

## Чанмуквон-тхеквондо
Стиль характеризується:
- Поєднанням технік тхеккьону, карате, дзюдо та китайських стилів
- Акцентом на практичну самооборону
- «М'якшими» та природнішими рухами порівняно з олімпійським тхеквондо
- Унікальним набором формальних вправ (пхьонгив)
- Фокусом на розвитку характеру та моральних якостей

## Спадщина
Хван Кі керував Чанмуквоном до своєї смерті у 2002 році. Його школа зберегла традиційні техніки та філософію, відмінні від олімпійського тхеквондо. Вважається піонером сучасних корейських бойових мистецтв.